# Anthicodes fragilis
Anthicodes fragilis es una especie de coleóptero de la familia Anthicidae.

## Distribución geográfica
Habita en Santa Helena.